# Jaime I de Chipre
Jaime I ou Tiago I (1334 — 9 de setembro de 1398) foi um nobre da Casa de Lusinhão, filho de Hugo IV (r. 1324–1359), que foi rei do Chipre e titular do Reino de Jerusalém de 1382, em sucessão a seu sobrinho Pedro II (r. 1369–1382), até sua morte em 1398. Foi sucedido por seu filho Januário.